# Mahram Bilqis

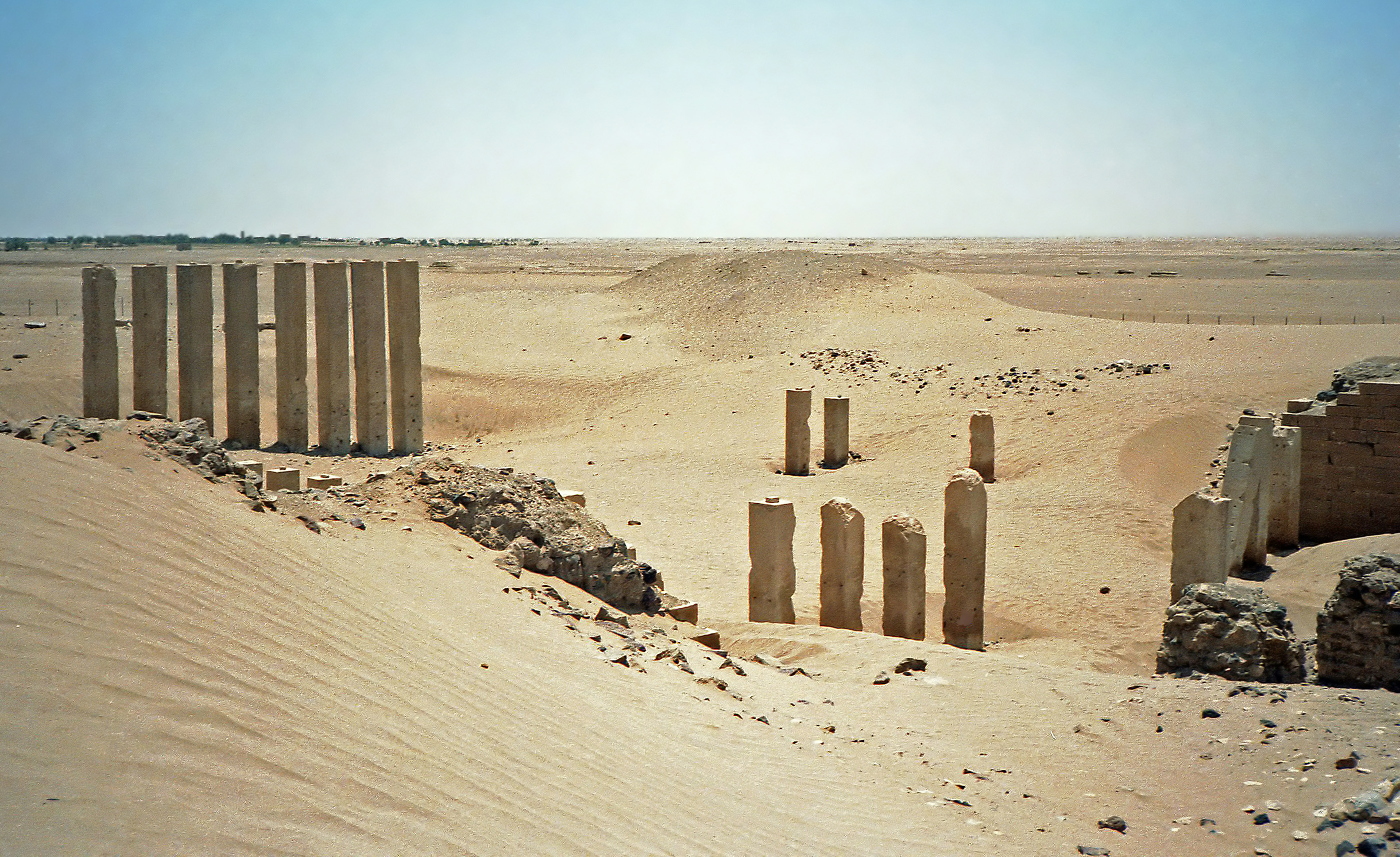
Imagen de las ruinas de Mahram Bilqis (1986).

Mahram Bilqis es un antiguo complejo de templos ubicado fuera de la antigua ciudad de Marib, en el actual Yemen. Se cree que es un sitio al que viajaron muchos peregrinos, además de ser el principal sitio religioso para los ciudadanos de Marib. La larga caminata hasta la entrada del templo sirvió para permitir a los peregrinos despejar sus mentes y formular pensamientos en relación con la deidad que se adora.
El templo actualmente conocido como Mahram Bilqis también recibe el nombre de templo de Awwam, siendo el más grande de su tipo en la península arábiga. Estaba dedicado a la principal divinidad sabea, el dios de la luna, Almaqah.
Es importante para algunos arqueólogos porque sirve para corroborar el mito de la Reina de Saba, la gobernante mítica de Saba, quien fue la primera en traer el monoteísmo al mundo del sur de Arabia.

## Excavaciones
La primera persona en excavar el templo fue el norteamericano Wendell Phillips, quien se trasladó hasta allí en los años de 1951 y 1952. Cuando iniciaron las tareas, solamente quedaban a la vista las partes superiores de ocho columnas del templo, así como las secciones también superiores de una pared ovalada. Tras diferentes labores de limpieza y retirada de arena, hallaron un gran salón con columnas monumentales, escaleras, esculturas de bronce y alabastro y numerosas inscripciones. Pero no pudieron continuar, ya que a consecuencia de conflictos con tribus locales, tuvo que abandonar el Yemen.
En 1998, la hermana de Wendell, Merilyn Phillips Hodgson, retomó el trabajo de su hermano en Marib. Con un equipo compuesto por arqueólogos, epigrafistas, arquitectos y geomorfólogos, llevaron a cabo tareas de excavación y limpieza. Se localizaron nuevas inscripciones y pudieron desarrollarse planos topográficos digitales, así como modelos tridimensionales del lugar.